# 愛媛県立東予高等学校
愛媛県立東予高等学校（えひめけんりつとうよこうとうがっこう）は愛媛県西条市にある高等学校である。

## 学科
- 機械科
- 電気システム科
- 建設工学科

## 沿革
- 1962年 - 愛媛県立壬生川工業高等学校として設立。機械科・電気科・化学工学科の3学科で発足。
- 1965年 - 土木科新設。
- 1971年 - 全国高等学校サッカー選手権大会で準優勝。
- 1972年 - 建築科新設。
- 1973年 - 愛媛県立東予工業高等学校に改称。
- 1992年 - 電子機械科新設。
- 1996年 - 化学工学科募集停止。
- 1999年 - 土木科募集停止。
- 2000年 - 電子機械科・電気科・建築科募集停止。普通科・電気システム科・建設工学科新設。
- 2001年 - 愛媛県立東予高等学校に改称。
- 2011年 - 普通科募集停止。
- 2022年 - 県教育委員会が西条市内の東予高校、小松高校、丹原高校を周桑高校（仮称）と西条産業科学高校（仮称）の2校に再編する「県立学校振興計画」の素案を公表[1]。

## 著名な卒業生
- レーモンド松屋 - ミュージシャン
- 村上竜司 - 空手家
- 越智新次 - サッカー審判員